# Henry Wheaton
Henry Wheaton, född 27 november 1785 i Providence i Rhode Island, död 11 mars 1848, var en amerikansk jurist och diplomat.
Åren 1816–27 var Wheaton föredragande i unionens högsta domstol, av vars domar och utslag han 1816–17 utgav tolv band. Åren 1827–35 var han chargé d'affaires i Köpenhamn och 1835–45 minister i Berlin. Vid sin återkomst till USA 1847 utnämndes han till professor i folkrätt vid Harvard University, men döden hindrade honom att tillträda platsen.
Bland hans arbeten kan nämnas Elements of International Law (1836; åttonde upplagan, med noter av Richard Henry Dana, 1866), ännu ett standardverk av äldre typ på folkrättens område, och History of the Law of Nations in Europe and America from the Earliest Times to the Treaty of Washington (1845; i utökad form 1846), bägge översatta till flera språk; även utgivna av William Beach Lawrence med kommentar (fyra band, 1868–80; jämte biografi över Wheaton).